# Умершие в ноябре 2009 года
Это список известных людей, соответствующих установленным критериям значимости (см. Википедия:Критерии значимости персоналий), умерших в ноябре 2009 года.
Причина смерти указывается лишь в исключительных случаях (убийство, самоубийство, гибель в результате военных действий, смертная казнь, ДТП или несчастные случаи). В остальных случаях — не указывается.

## Список
- 1 ноября — Бабурин, Владимир Евгеньевич (47) — главный редактор московского бюро «Радио Свобода»[1].
- 1 ноября — Гапон, Григорий Евдокимович (87) — полковник Советской Армии, участник Великой Отечественной войны, Герой Советского Союза.
- 1 ноября — Гришаев, Иван Ильич (87) — Герой Советского Союза.
- 1 ноября — Гнилицкий, Александр Анатольевич (48) — украинский художник[2].
- 1 ноября — Мерини, Альда (78) — итальянская поэтесса; рак[3].
- 1 ноября — Лаас, Эндель Эдуардович (94) — советский эстонский биолог.
- 2 ноября — Васкес, Хосе Луис Лопес (87) — испанский актёр[4].
- 2 ноября — Даниил Долинский (84) — русский советский поэт и переводчик, член Союза писателей СССР, затем Союза российских писателей.
- 2 ноября — Калманович, Шабтай Генрихович (61) — предприниматель и меценат; убийство[5].
- 2 ноября — Лощенков, Фёдор Иванович (94) — первый секретарь Ярославского обкома КПСС (1961—1986)[6].
- 2 ноября — Пнуэли, Амир (68) — израильский учёный в области информатики, лауреат премии Тьюринга за 1996 год[7].
- 2 ноября — Евдокимова, Юлия Константиновна (69) — учёный-музыковед[8].
- 3 ноября — Чичинадзе, Додо Васьевна (82) — народная артистка Грузии; рак[9].
- 3 ноября — Аяла, Франсиско (103) — испанский писатель[10].
- 3 ноября — Вайчекаускас, Вильгельмас (73) — литовский актёр театра и кино[11].
- 4 ноября — Бяков, Иван Иванович (65) — двукратный олимпийский чемпион (1972 и 1976), заслуженный мастер спорта СССР по биатлону[12] (недоступная ссылка)</ref>.
- 4 ноября — Вин Аун (65) — министр иностранных дел Мьянмы (1998—2004)[13].
- 4 ноября — Муто, Кабун (82) — министр иностранных дел Японии (1993)[14].
- 5 ноября — Илькин, Гылман (95) — народный писатель Азербайджана[15].
- 6 ноября — Ивашин, Василий Владимирович (96) — советский литературовед, педагог.
- 6 ноября — Литаврин, Геннадий Григорьевич (84) — российский историк, академик РАН[16].
- 6 ноября — Солис Пальма, Мануэль (91) — временно исполнявший обязанности президента Панамы в 1988—1989 годах[17].
- 6 ноября — Сорокалет, Александр Иванович (52) — советский футболист, трёхкратный чемпион и двукратный обладатель Кубка СССР[18].
- 6 ноября — Александр Щанов (85) — советский футболист, тренер и футбольный функционер.
- 7 ноября — Бондарчук, Алёна Сергеевна (47) — российская актриса; рак[19].
- 7 ноября — Дуарте, Ансельму (89) — бразильский кинематографист[20].
- 8 ноября — Старыгин, Игорь Владимирович (63) — советский и российский киноактёр, заслуженный артист России; последствия инсульта[21].
- 8 ноября — Гинзбург, Виталий Лазаревич (93) — российский учёный-физик, академик РАН, лауреат Нобелевской премии (2003), основатель Комиссии РАН по борьбе с лженаукой (1998); сердечная недостаточность[22].
- 8 ноября — Алексей Дмитренко (69) — украинский поэт, очеркист, искусствовед, прозаик, публицист.
- 8 ноября — Уолтон, Нэнси-Бёрд (93) — австралийская лётчица.
- 9 ноября — Илькин, Гылман (95) — азербайджанский советский писатель, Народный писатель Азербайджана.
- 9 ноября — Коломейцев, Василий Зиновеевич (88) — советский работник сельского хозяйства.
- 9 ноября — Лерман, Семён Эммануилович (86) — режиссёр, народный артист РСФСР (1986)[23].
- 10 ноября — Ганц, Уильям (90) — американский кардиолог, соизобретатель катетера Сван-Ганца для катетеризации лёгочной артерии[24][25].
- 10 ноября — Кац, Дик (Ричард Аарон Кац, 85) — американский джазовый пианист, известный по совместной работе с кларнетистом Тони Скоттом и другими известными исполнителями[26].
- 10 ноября — Соловцова, Мария Валерьевна (44) — актриса, режиссёр[27].
- 10 ноября — Энке, Роберт (32) — футболист, вратарь сборной Германии; самоубийство[28].
- 10 ноября — Мухаммад, Джон Аллен (48) — серийный убийца («вашингтонский снайпер»); смертная казнь[29].
- 10 ноября — Лидоренко, Николай Степанович (93) — ученый в области электротехники и энергетики, член-корреспондент РАН (1965), руководитель ВНИИТ — НПО «Квант», Герой Социалистического Труда[30].
- 12 ноября — Артыкбаев, Качкынбай (74) — народный писатель Кыргызстана[31].
- 12 ноября — Бахчанян, Вагрич Акопович (71) — художник, литератор-концептуалист[32].
- 12 ноября — Галямов, Раис Саитович (70) — актёр театра и кино, заслуженный артист России[33].
- 12 ноября — Колелас, Бернар Бакана (76) — премьер-министр Конго (1997)[34].
- 12 ноября — Кофман, Лев Абрамович (52) — советский и канадский физик, специалист по космологии.
- 12 ноября — Парфаньяк, Алла Петровна (85) — российская актриса, вдова актёра Михаила Ульянова[35].
- 12 ноября — Яксаргин, Василий Владимирович (94) — Герой Советского Союза.
- 13 ноября — Тахтаджян, Армен Леонович (99) — биолог-эволюционист; академик РАН (1972), Герой Социалистического Труда[36].
- 13 ноября — Дёмин, Юрий Сергеевич (69) — председатель Верховного Совета Республики Башкортостан (1994—1995)[37].
- 14 ноября — Аникин, Николай Петрович (77) — советский лыжник, олимпийский чемпион 1956 года в эстафете[38] Архивная копия от 21 декабря 2009 на Wayback Machine[39] Архивная копия от 26 сентября 2011 на Wayback Machine</ref>.
- 15 ноября — Остерман, Лев Абрамович (86) — российский биохимик, литератор.
- 15 ноября — патриарх Павел (в миру Стойчевич, Гойко) (95) — предстоятель Сербской православной церкви[40].
- 15 ноября — Саркисян, Сурен Арташесович (85) — последний Герой Советского Союза, проживавший в Армении[41].
- 15 ноября — Федчук, Андрей Васильевич (29) — украинский боксёр, заслуженный мастер спорта Украины, бронзовый призёр Олимпиады 2000 года; автокатастрофа[42].
- 15 ноября — Маттхёфер, Ганс (84) — министр финансов Германии (1978—1982)[43].
- 15 ноября — Derek B[англ.] (Дерек Борланд) (44) — британский рэпер; сердечный приступ[44].
- 15 ноября — Киврен, Жослин (30) — французский актёр кино («Отпетые мошенники»); автокатастрофа[45].
- 15 ноября — Армель, Пьер (98) — премьер-министр Бельгии (1965—1966)[46].
- 16 ноября — Магнитский, Сергей Леонидович (37) — сотрудник британской юридической фирмы «Firestone Duncan». Погиб в Бутырском следственном изоляторе.
- 16 ноября — Нигрис, Антонио де (31) — футболист, нападающий греческой «Лариссы» и сборной Мексики; сердечный приступ[47].
- 16 ноября — Эдвард Вудвард (79) — британский актёр и певец, лауреат премий «Золотой глобус», «Эмми»[48].
- 16 ноября — Хуторской, Иван (26) — один из лидеров молодёжной антифашистской группировки «Антифа»; убийство[49].
- 17 ноября — Мамбетов, Азербайжан Мадиевич (77) — казахский режиссёр театра и кино, народный артист СССР, Народный Герой Казахстана[50].
- 17 ноября — Олялин, Николай Владимирович (68) — советский актёр театра и кино, народный артист Украины; обширный инфаркт[51].
- 17 ноября — Уолтер Паркер, Джеймс Роланд (89) — губернатор Фолклендских островов (1977—1980)[52].
- 17 ноября — Давид Чапкис (78) — российский инженер, учёный в области кораблестроения, литератор, тележурналист.
- 18 ноября — Бейли, Алистер Тёрнер (76) — губернатор Ангильи (1983—1987)[52].
- 18 ноября — Гершкович, Борис Яковлевич (80) — российский экономист, заслуженный деятель науки России[53].
- 19 ноября — Дюдяев, Геннадий Тимофеевич (62) — председатель Кемеровского облсовета (1999—2007), депутат Государственной Думы Российской Федерации (1993—1996 и с 2007)[54].
- 19 ноября — Жук, Анатолий Александрович (60) — артист Белорусского ТЮЗа, заслуженный артист Республики Беларусь[55].
- 20 ноября — Сысоев, Даниил Алексеевич (35) — активист РПЦ, настоятель московского храма св. апостола Фомы на Кантемировской; убийство[56][57].
- 20 ноября — Трахтенберг, Роман Львович (41) — российский шоумен, теле- и радиоведущий; сердечный приступ[58].
- 20 ноября — Сивков, Григорий Флегонтович (88) — генерал-майор в отставке, дважды Герой Советского Союза (1944, 1945)[59].
- 20 ноября — Джатой, Гулам Мустафа (78) — и. о. премьер-министра Пакистана (1990)[60].
- 20 ноября — Кречмар, Георг (85) — архиепископ Евангелическо-Лютеранской церкви в России, на Украине, в Казахстане и Средней Азии[61].
- 20 ноября — Сёдерстрём, Элизабет (82) — шведская оперная певица (сопрано)[62].
- 20 ноября — Таращук, Генри Николаевич (81) — юный герой Великой Отечественной войны, юнга боевых кораблей Северного флота, общественник, один из основателей Уфимского "Клуба юных моряков".
- 21 ноября — Феоктистов, Константин Петрович (83) — лётчик-космонавт СССР (1964), Герой Советского Союза (1964)[63].
- 21 ноября — Наоми Френкель — известная израильская писательница.
- 22 ноября — Кардан, Али (51) — министр внутренних дел Ирана (2008); рак крови[64].
- 22 ноября — Проскурин, Андрей (41) — лидер группы «Рок-Полиция»; рак[65].
- 22 ноября — Муньос, Хуан Карлос (90) — футболист, игрок сборной Аргентины; инфаркт миокарда[66].
- 22 ноября — Рудич, Иво (67) — австралийский футболист хорватского происхождения, защитник.
- 23 ноября — Кухмазова, Шамсиджахан Казимагомедовна (84) — народная артистка РСФСР, актриса Государственного лезгинского музыкально-драматического театра им. Сулеймана Стальского[67].
- 24 ноября — Блэк, Эми (36) — британская оперная певица; сердечная недостаточность[68].
- 24 ноября — Сунтхаравет, Самак (74) — премьер-министр Таиланда (январь-сентябрь 2008)[69].
- 24 ноября — Пилипенко, Михаил Корнеевич (85) — советский военачальник, генерал-лейтенант в отставке, Герой Советского Союза[70].
- 25 ноября — Штамов, Александр Анатольевич (84) — правозащитник, участник ВОВ[71].
- 25 ноября — Джорджо I (73) — князь Себорги[72].
- 25 ноября — Рустем Есдаулетов (31) — казахский режиссёр, директор и художественный руководитель Восточно-Казахстанского областного театра драмы им Жамбыла[73].
- 26 ноября — Эдуард Звоницкий (71) — русский и украинский писатель.
- 27 ноября — Ашуралиев, Руслан Нуралиевич (59) — призёр Олимпийских игр (1972), заслуженный мастер спорта СССР, заслуженный тренер РФ по вольной борьбе[74].
- 27 ноября — Тарасов, Сергей Борисович (50) — российский политический и государственный деятель, председатель правления Автодора; авария поезда «Невский экспресс»[75].
- 27 ноября — Евстратиков, Борис Михайлович (51) — руководитель Федерального агентства по государственным резервам; авария поезда «Невский экспресс»[76].
- 28 ноября — Треккани, Эрнесто (89) — итальянский художник[77].
- 29 ноября — принц Александр Бельгийский (67) — младший сводный брат бельгийских королей Бодуэна I и Альберта II; тромбоэмболия лёгочной артерии[78].
- 29 ноября — Заславский, Виктор (72) — канадский, американский, а затем итальянский историк СССР и постсоветской России, специалист по истории советско-итальянских отношений[79].
- 29 ноября — Ниязов, Едыге Решатович (69) — казахстанский фотохудожник, член Союза фотохудожников России, почетный член французского фотографического общества «Тёмный фонтан»; убийство[80].
- 29 ноября — Тамара Лисициан (86) — советский кинорежиссёр. Заслуженный деятель искусств РСФСР.
- 30 ноября — Вавилов, Константин Васильевич (65) — советский бадминтонист, 32-кратный чемпион Советского Союза, 42-кратный чемпион Украины[81].
- 30 ноября — Павич, Милорад (80) — сербский писатель, представитель постмодернизма и магического реализма; инфаркт миокарда[82].
- 30 ноября — Устимович, Валентина Леонидовна (68) — советская актриса, заслуженная артистка РСФСР.
- 30 ноября — Эдлис, Юлиу Филиппович (80) — русский советский драматург, прозаик, киносценарист[83].
- 30 ноября — Ручьевская, Екатерина Александровна (87) — учёный-музыковед, профессор Санкт-Петербургской консерватории, заслуженный деятель искусств России[84].